# Kurjenjärvi
Kurjenjärvi eller Kurenjärvi är en sjö i Finland. Den ligger i kommunen Vesanto i landskapet Norra Savolax, i den centrala delen av landet, 300 km norr om huvudstaden Helsingfors. Kurjenjärvi ligger 151,3 meter över havet. Den är 24 meter djup. Arean är 1,29 kvadratkilometer och strandlinjen är 10,51 kilometer lång. Sjön  ingår i Kymmene älvs huvudavrinningsområde.   I omgivningarna runt Kurjenjärvi växer i huvudsak blandskog. Den sträcker sig 2,7 kilometer i nord-sydlig riktning, och 2,3 kilometer i öst-västlig riktning.
I övrigt finns följande i Kurjenjärvi:
- Talassaari (en ö)